# S Ori 52
S Ori 52 — астрономічний об'єкт зі скупчення Дельти Оріона. Має спектральний клас L. Уперше цей об'єкт спостерігала Марія Роза Сапатеро Осоріо (Maria Rosa Zapatero Osorio) в обсерваторії Кек на Мауна-Кеа. За оцінками, маса об'єкта лише у 2—8 разів перевищує масу Юпітера.
Точна природа об'єкта залишається нез'ясованою. Дослідження показують, що це може бути субкоричневий карлик, планета-сирота або просто старий коричневий карлик, розташований на передньому краї скупчення Оріона.